# Benevento Calcio
Benevento Calcio s.r.l. ali preprosto Benevento je italijanski nogometni klub iz mesta Benevento. Ustanovljen je bil leta 1929 in bil ponovno ustanovljen leta 2005. Trenutno igra v Serie A, 1. italijanski nogometni ligi.
Benevento je v začetku večinoma igral v nižjih ligah. V sezoni 1934/35 doseže Prima Division, tisti čas tretjo najmočnejšo italijansko ligo. Prvo sezono v tej ligi je odigral z odliko, saj je bil po koncu sezone uvrščen višje kot Reggina (eden boljših klubov tisti čas v ligi). Po koncu sezone Benevento ne napreduje, a ostane v tej ligi za naslednjo sezono, ko se le-ta liga preoblikuje v Serie C, ligo manjših skupin s skupaj 64 ekipami.
Po koncu sezone 2007/08 v Serie C2 (4. liga) si Benevento z osvojenim prvim mestom v C skupini zagotovi napredovanje v Lega Pro Prima Divisione (3. liga). Naslednjo sezono v slednji ligi konča kot drugi. Za napredovanje je nato klub moral skozi dva kroga dodatnih kvalifikacij. Prvi krog proti Foggii je Benevento dobil, a nato drugega izgubil proti Crotoneju.
V sezoni 2015/16 selektorsko mesto zasede Gaetano Auteri in po koncu sezone Benevento zasede prvo mesto v svoji skupini 3. lige. Benevento nato prvič v zgodovini napreduje v Serie B, 2. italijansko nogometno ligo. 8. junija 2017 pa prvič napreduje v Serie A, po tem, ko v 2. ligi sicer osvoji 5. mesto, a nato v dodatnih kvalifikacijah zaporedoma premaga Spezio, Perugio in Carpi.
Domači stadion Beneventa je Stadio Ciro Vigorito, ki sprejme 17.554 gledalcev. Barvi dresov sta rdeča in rumena. Nadimek nogometašev je Stregoni ("Čarovniki").